# Antonio Boccia (geografo)
Antonio Boccia (Madrid, 1741 – Parma, 1807) è stato un geografo, militare e storico italiano.

## Biografia
Militare, nato a Madrid da genitori di lontana origine napoletana, dapprima di stanza in Spagna, ritornò nella città paterna -Parma- in qualità di Capitano della Guardia vallone. Passò poi nelle milizie di Francia, al seguito di Moreau di Saint-Mery, generale che fu nominato da Napoleone Reggente del Ducato di Parma e Piacenza.
Proprio su incarico del Moreau, nel 1805, il Boccia intraprese un lungo viaggio a cavallo, attraverso l'area collinare-montuosa del Ducato parmense, al fine di descriverne sia la geografia sia la situazione socio-economica, per scopi militari. 
Risultato di tale indagine fu dapprima il resoconto "Viaggio ai monti di Parma" e poi quello denominato "Ai monti di Piacenza" (a seguito di un secondo viaggio) entrambi divenuti opere edite.
Nelle sue opere il Boccia elabora notizie che riguardano la sociologia, la geografia, la geologia, la mineralogia, i paesi, la flora e la fauna, dimostrando conoscenze non comuni. Calcola per primo la superficie dei comuni studiati, nonché la lunghezza di molti corsi d'acqua e strade e può essere considerato uno dei padri della cosiddetta "topografia medica" in Italia.
Non si conosce con esattezza la data della sua morte ma, in alcuni suoi scritti (che sono conservati presso la biblioteca comunale parmense) egli, parlando del servizio di scorta, effettuato per la duchessa Maria Amalia di Borbone, ricorda che all'epoca aveva già 63 anni. 
Le sue ultime opere risalgono, invero, ai tre anni successivi.